# Salvador Shopping
O Salvador Shopping é um centro comercial brasileiro de grande porte em Salvador, Bahia. Foi inaugurado em 22 de maio de 2007, na avenida Tancredo Neves.
O empreendimento é de responsabilidade do grupo pernambucano JCPM (de propriedade do sergipano João Carlos Paes Mendonça). Trata-se do segundo shopping center em área construída do Norte-Nordeste e terceiro do Brasil, com 298.000 metros quadrados; além de figurar entre os quinze maiores shoppings do Brasil em área bruta locável (ABL) e quinto do Norte-Nordeste após expansão de centros comerciais de outras cidades da região.
Em número de lojas, o Salvador Shopping é o segundo maior da Bahia. Após a ampliação, realizada em 2009, o shopping passou a ter 464 lojas (atrás apenas do Shopping da Bahia, que tem 535 lojas) além de 10 salas de cinema no formato mega stadium Cinemark e espaço para jogos eletrônicos. O shopping acabou recebendo vários prêmios nacionais e internacionais ao longo de sua trajetória.
Sua fachada é composta por fotos de Salvador e sua cultura, como: a Igreja de Nosso Senhor do Bonfim, o Farol da Barra, o Dique do Tororó, o Pelourinho, o Candomblé e a Capoeira. Além do desenho exterior, destaca-se também as ações na área ambiental, na qual são realizados o aproveitamento da água pluvial e a reciclagem do lixo.

## História
Para construção do shopping foram também realizadas alterações viárias na região, que possui um dos maiores fluxos de veículos de Salvador. Um novo viaduto foi construído sobre a Avenida Tancredo Neves, além de três passarelas: uma em frente ao Hospital Sarah Kubitschek, uma sobre a ligação Iguatemi-Paralela, e outra ligando o bairro Caminho das Árvores à entrada principal do shopping. O projeto arquitetônico foi de André Sá e Francisco, pelo qual foram concedidos prêmios do International Council of Shopping Centers (ICSC) na categoria de shoppings latino-americanos.
O Salvador Shopping foi inaugurado em 22 de maio de 2007 com grandes lojas, como: C&A, Lojas Riachuelo, Lojas Renner, Centauro, Le Biscuit, Lojas Insinuante, Ricardo Eletro, Jurandir Pires, Bompreço, Luigi Bertolli, Lojas Marisa, Crawford/Siberian e; como cinema, 8 salas em formato MegaStadium da rede Cinemark. Essa foi a primeira fase da construção do empreendimento, quando possuía 55 mil metros quadrados de área bruta locável (ABL) e 180 mil metros quadrados de área construída. A construção impactou no sistema viário que sofreu intervenção e no fluxo de transporte, transformando-se em polo gerador de tráfego, mas também nos demais centros comerciais da cidade. Para fazer frente à concorrência do novo shopping, os mais antigos melhoraram suas instalações e serviços. O Shopping da Bahia (então Iguatemi), situado muito próximo, expandiu o estacionamento e reformou a fachada e praças internas. Junto com o shopping, o Grupo JCPM construiu outros empreendimentos integrados ao Salvador Shopping, como o Salvador Shopping Business e o CEO Salvador Shopping, que contribuíram para a transformação da Avenida Tancredo Neves em uma espécie de centro das decisões financeiras da cidade e a inclusão de Salvador entre as grandes metrópoles capitalistas, em processo iniciado com com o então Iguatemi Salvador conformando o segundo centro municipal.
Prevista no projeto de construção, a segunda fase foi a ampliação do Salvador Shopping para 298 mil metros quadrados de área construída. Esta foi inaugurada em 9 de setembro de 2009, ao custo de 150 milhões de reais. Foram construídas mais 201 lojas, totalizando 464 distribuídas em 82,5 mil metros quadrados de ABL. Chamada de "evolução", a expansão do shopping foi realizada pela Construtora Cyrela Andrade Mendonça. Foram adicionadas cinco lojas âncoras (Lojas Americanas, Etna, Leader, Casas Bahia e Livraria Cultura, frente às quatro iniciais) e três estabelecimentos com área entre 500 e 600 metros quadrados, chamadas de megalojas (SAC, Armani Exchange e Le Lis Blanc Deux, somadas às dez iniciais).
Em 5 de dezembro de 2010 o shopping foi marcado por uma tragédia. Um garoto de 15 anos morreu ao cair do 3º piso. Ele brincava de escorregar pelo corrimão da escada localizada na parte central do shopping, caindo em cima da decoração de Natal instalada na praça do térreo. Em nota enviada pela assessoria de comunicação, o shopping informou que “todas as providências possíveis foram tomadas na tentativa de socorrer o adolescente”.